# Floyd Zaiger
Chris "Floyd" Zaiger (26 de abril de 1926 – 2 de junio de 2020) era un obtentor de frutas particularmente conocido por el desarrollo de híbridos de frutas de hueso y numerosas patentes de plantas. Zaiger fundó "Zaiger's Genetics", una empresa de cultivo de frutas en Modesto (California), que ahora es un negocio internacional que vende cultivares e híbridos. Zaiger desarrolló variedades como el pluot, y ha sido llamado "el mejorador de frutas de hueso más prolífico de la era moderna."

## Primeros años y educación
Chris Floyd Zaiger nació de Christian Fredrick Zaiger y Anna Marie Zaiger el 26 de abril de 1926 en Kennard (Nebraska). La familia se mudó a Iowa y luego a Oregón, antes de venir al Valle de San Joaquín de California. Asistió a la escuela hasta el octavo grado y trabajó como recolector de fresas migrante. Durante la Segunda Guerra Mundial, fue reclutado por el Ejército de los EE. UU., donde sirvió como paracaidista en la "11.ª División Aerotransportada" (Estados Unidos). Zaiger obtuvo un título en patología vegetal y educación agrícola en 1952 de la Universidad de California, Davis. Impartió clases de agricultura en las "Escuelas secundarias de la ciudad de Modesto", "Livingston High School" (California) y "Modesto Junior College".

## Carrera
En 1954, Zaiger y su esposa Betty compraron un vivero de 2,5 acres y comenzaron a criar azaleas tolerantes al calor como pasatiempo. En 1956 y 1957, fue aprendiz del criador Fred Anderson, un protegido de Luther Burbank y desarrollador de la nectarina. Mientras que la familia Zaiger continuó operando un vivero ornamental hasta 1990, Zaiger y la familia son más conocidos por el desarrollo de variedades de frutas. La empresa familiar Zaiger Genetics polinización cruzada a mano, en lugar de empalme de genes o manipulación de ADN, para desarrollar nuevos híbridos. Al año 2020 han patentado 446 variedades vegetales.
Las primeras variedades patentadas de Zaiger fueron el melocotón Royal Gold, introducido en 1965, y la nectarina 'Crimson Gold'. Revolucionó la industria de la ciruela al retrocruzar híbridos de ciruela-albaricoque con ciruelas para crear el Pluot. Su trabajo también ha reducido las horas de frío necesarias para frutas como las cerezas, lo que les permite cultivarse en climas más cálidos y ha producido duraznos y nectarinas que son dulces, pero firmes, lo que permite el envío intercontinental. Otro invento, la almendra 'Independencia' es autofértil, lo que permite la polinización sin el uso de abejas necesarias para otras variedades de almendras. Creó el aprium, un cruce híbrido entre albaricoques y ciruelas pero más parecido a los albaricoques.

## Vida personal
Zaiger se casó con Betty Jean Taylor en 1950 y tuvieron tres hijos, Leith, Gary y Grant. Zaiger murió en su casa en Modesto, California el 2 de junio de 2020.

## Premios y reconocimientos
- Premio Wilder de 1995 de la "American Pomological Society" por "servicio distinguido y contribuciones al avance de la ciencia pomológica y por variedades de frutas sobresalientes".[11]
- 1997 Otorgado el rango de "Officier, Ordre du Mérite Agricole"[12]
- 1999 Premio "Alumni Award of Distinction" de la Facultad de Ciencias Agrícolas y Ambientales de UC Davis[13]

## Otras informaciones
- Jon Bonné. «Farmer creates new fruit, perfects old varieties (Floyd Zaiger, a fruit innovator to the world)». San Francisco Chronicle. Consultado el 12 de junio de 2011.
- Anne Gonzales. «'The Disneyland of fruits': Firm creates new varieties -- the old-fashioned way». Sacramento Bee: D1.